# Ufo-mysteriet med Felix Herngren
Ufo-mysteriet med Felix Herngren är en svensk dokumentärserie. Serien hade premiär den 26 mars 2024 på TV4 Play och TV4. Programledare för serien är Felix Herngren. Första säsongen består av fyra avsnitt.

## Handling
Felix Herngren har under lång tid intresserat sig för oidentifierade objekt, så kallade Ufo. Under programseriens gång hoppas han komma gåtans svar lite närmare. I serien medverkar även ufoexperten och ordföranden i Riksorganisationen UFO-Sverige, Clas Svahn.

## Medverkande
- Felix Herngren – programledare
- Clas Svahn
- Fred Andersson